# Cynoglossum hispidum
Cynoglossum hispidum är en strävbladig växtart som beskrevs av Carl Peter Thunberg. Cynoglossum hispidum ingår i släktet hundtungor, och familjen strävbladiga växter. Inga underarter finns listade i Catalogue of Life.